# Marchinus van der Valk
Marchinus Hyminus Arnoldus Leonardus Hendrikus van der Valk (1910 – 5 gennaio 1992) è stato un filologo classico e teologo olandese.

## Biografia
Figlio di un teologo protestante, studiò filologia classica all'Università di Leida, laureandosi nel 1935 con una tesi sulla Nekyia nell'Odissea di Omero (poi pubblicata). Ha poi conseguito una seconda laurea in teologia. Nel 1938 divenne parroco a Wijngaarden (Zuid-Holland), trasferendosi nel 1945 nella parrocchia di Weert (provincia del Limburgo) e nel 1951 nel villaggio di Rumpt (nel Gelderland). Nel 1976 andò in pensione e nel 1987 si traferì in una casa di riposo.
Come ricercatore, van der Valk si è occupato principalmente dei poemi epici arcaici di Omero (Iliade e Odissea) e di critica testuale, ma anche, ad esempio, della tragedia greca (Euripide). L'opera per cui è maggiormente noto è l'edizione critica del commento all'Iliade di Eustazio di Tessalonica.
Van der Valk, che non divenne mai un accademico, è stato sostenuto nel suo lavoro sul commento di Eustazio dalla Nederlandse Organisatie voor Wetenschappelijk Onderzoek.

## Opere principali

### Edizione delCommento all'Iliadedi Eustazio
- M. H. A. L. H. van der Valk (a cura di), Eustathii archepiscopi Thessalonicensis Commentarii ad Homeri Iliadem pertinentes ad fidem codicis Laurentiani, I-IV, Leiden, E. J. Brill, 1971-1987.

### Monografie
- M. H. A. L. H. van der Valk, Beiträge zur Nekyia. Proefschrift Rijksuniversiteit te Leiden, Kampen, J. H. Kok, 1935.
- M. H. A. L. H. van der Valk, Textual Criticism of the Odyssey, Leiden, A. W. Sijthoff, 1949.
- M. H. A. L. H. van der Valk, Researches on the Text and Scholia of the Iliad, I-II, Leiden, E. J. Brill, 1963-1964.
- M. H. A. L. H. van der Valk, Studies in Euripides, Amsterdam, A. M. Hakkert, 1985.

### Saggi
- M. H. A. L. H. van der Valk, Quelques remarques sur le sens du nom « hosia », in Revue des Études Grecques, vol. 64, n. 302-303, 1951,  pp. 417-422.
- M. H. A. L. H. van der Valk, Homer's Nationalistic Attitude, in L'Antiquité Classique, vol. 22, n. 1, 1953,  pp. 5-26.
- M. H. A. L. H. van der Valk, Sur le texte de Sophocle, in Revue des Études Grecques, vol. 69, n. 326-328, 1956,  pp. 449-451.
- M. H. A. L. H. van der Valk, Sur un passage d'Aristote (Métaph. 987 a 9), in Revue des Études Grecques, vol. 70, n. 329-330, 1958,  pp. 235-238.
- M. H. A. L. H. van der Valk, On Apollodori Bibliotheca, in Revue des Études Grecques, vol. 71, n. 334-338, 1958,  pp. 100-168.
- M. H. A. L. H. van der Valk, θύραζε κῆρες or Κᾶρες, in Revue des Études Grecques, vol. 76, n. 361-363, 1963,  pp. 418-420.
- M. H. A. L. H. van der Valk, Theocritus XXVI, in L'Antiquité Classique, vol. 34, n. 1, 1965,  pp. 84-96.
- M. H. A. L. H. van der Valk, Le Bouclier du pseudo-Hésiode, in Revue des Études Grecques, vol. 79, n. 374-375, 1967,  pp. 450-481.
- M. H. A. L. H. van der Valk, The formulaic character of homeric poetry and the relation between the Iliad and the Odyssey, in L'Antiquité Classique, vol. 35, n. 1, 1966,  pp. 5-70.
- M. H. A. L. H. van der Valk, Remarques sur Sophocle, Trachiniennes, 497-530, in Revue des Études Grecques, vol. 80, n. 379-383, 1967,  pp. 113-129.
- M. H. A. L. H. van der Valk, A propos de Ménandre fr. 416 A et B (Koerte) et de l'Hypobolimaios, in L'Antiquité Classique, vol. 37, n. 2, 1968,  pp. 477-490.
- M. H. A. L. H. van der Valk, Notes sur les scholies de l'Iliade, in Revue des Études Grecques, vol. 83, n. 396-398, 1983,  pp. 489-499.
- M. H. A. L. H. van der Valk, Some Observations on the Scholia of the Iliad, in L'Antiquité Classique, vol. 40, n. 1, 1971,  pp. 5-11.
- M. H. A. L. H. van der Valk, On the Arrangement of the Homeric Hymns, in L'Antiquité Classique, vol. 45, n. 2, 1976,  pp. 419-445.
- M. H. A. L. H. van der Valk, A few Observations on the Homeric Hymn to Apollo, in L'Antiquité Classique, vol. 46, n. 2, 1977,  pp. 441-452.
- M. H. A. L. H. van der Valk, A Few Observations on Aristophanes Ranae 42-165, in L'Antiquité Classique, vol. 53, 1984,  pp. 71-100.
- M. H. A. L. H. van der Valk, Sur l'Oreste d'Euripide, in Revue des Études Anciennes, vol. 86, 1984,  pp. 171-192.
- M. H. A. L. H. van der Valk, Quelques remarques sur le thème de la VIIe Idylle de Théocrite, in Revue des Études Grecques, vol. 98, n. 465-466, 1985,  pp. 135-146.